# Scylaticus phaeus
Scylaticus phaeus là một loài ruồi trong họ Asilidae. Scylaticus phaeus được Londt miêu tả năm 1992. Loài này phân bố ở vùng nhiệt đới châu Phi.